# Bjørn Klakegg

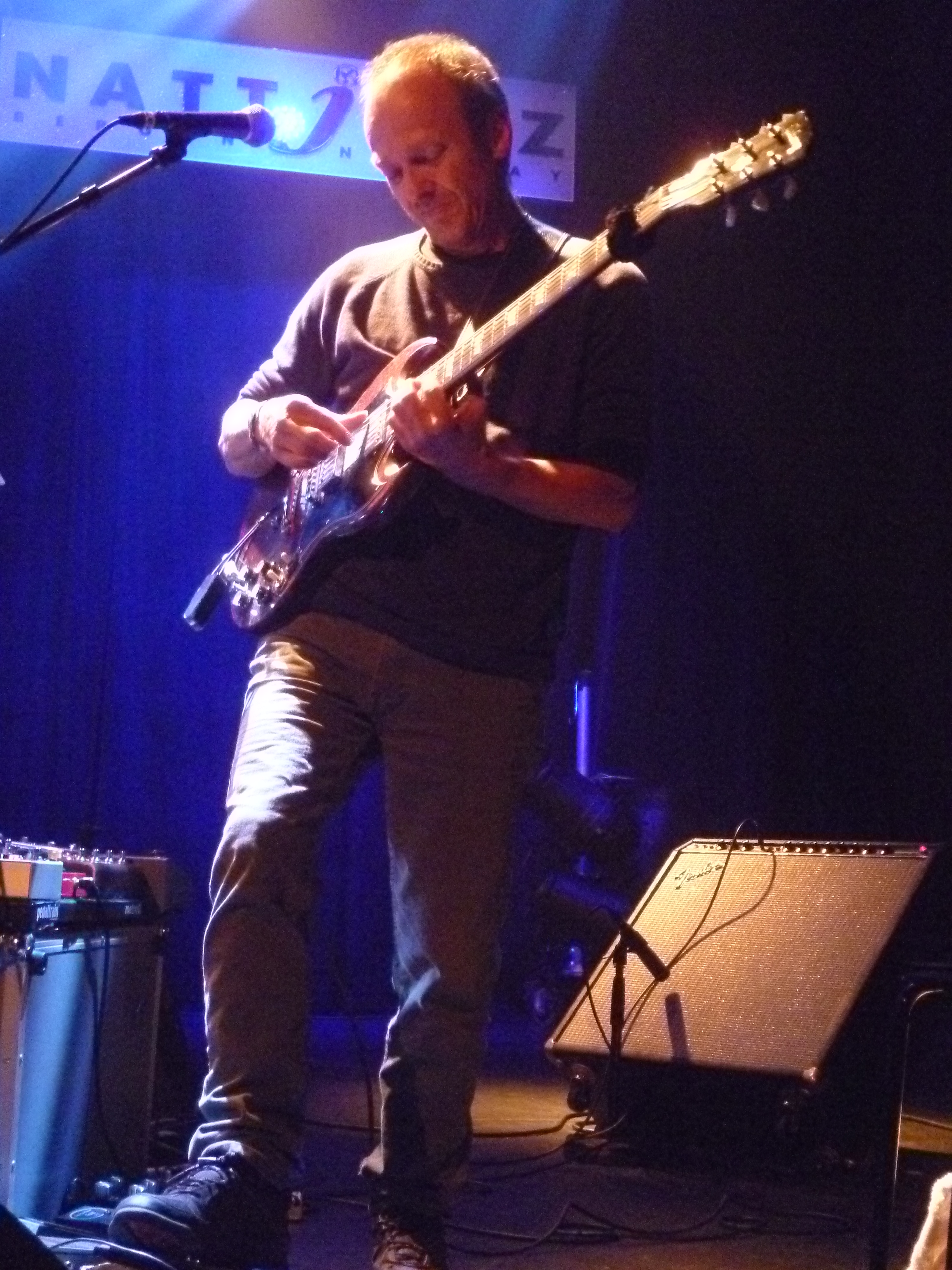
Bjørn Klakegg, 2016

Bjørn Klakegg (* 30. Januar 1958 in Skien) ist ein norwegischer Jazzgitarrist.
Der Bruder von Rune Klakegg spielte bereits als Gymnasiast in verschiedenen Amateurgruppen. Mit dem Skien Pedalkvintett trat er in Dänemark auf, und 1977–1978 war er Mitglied der Hanna-Winsnes-Band, später engagierte ihn Guttorm Guttormsen für das Telemark Teater.
Danach ging er nach Trondheim, wo er Jazz am Trøndelag Musikkonservatorium studierte. Hier leitete er zwischen 1981 und 1983 seine ersten eigenen Formationen (ein Quintett und ein Sextett), denen u. a. Nils Petter Molvær, Tore Brunborg, Ernst Viggo Sandbakk, Jan Magne Førde und Vigleik Storaas angehörten.
In den 1980er Jahren arbeitete Klakegg mit einer Reihe von Bands in Oslo wie Sun, AHA/Extended Nose, Out to Lunch und Nuku. 1999 erschien das Duoalbum Gloria mit dem Perkussionisten Harald Skullerud; im gleichen Jahr nahm er mit Frode Alnæs, Knut Værnes und Knut Reiersrud das Album 4G auf.
2004 wirkte er an Terje Gewelts Album Small world mit, im Folgejahr veröffentlichte er als Bandleader das Album A Day With No Plans At All. In jüngster Zeit arbeitete er auch mit der Sängerin Hanne Hukkelberg.